# První bitva o Damanskij
První bitva o Damanskij byl ozbrojený střet mezi Čínou a Sovětským svazem z 2. března 1969. Cílem čínského útoku bylo obsadit ostrov Damanskij na řece Ussuri, který pokládali za sporné území. Ostrov připadl carskému Rusku v 19. století na základě nerovných rusko-čínských smluv. Hranice byla vytyčena tokem Ussuri, ale nikoliv středem koryta řeky, jak je obvyklé, nýbrž podél čínského břehu. Útok skončil nezdarem, Číňané byli přinuceni se stáhnout.

## Průběh bitvy
V noci na 2. března 1969 asi 300 čínských vojáků překonalo zamrzlou Ussuri a rozmístilo se na ostrově. Zálohy na břehu čítaly dalších 200-300 mužů. Před polednem byli odhaleni ruskou pohraniční stráží. Nadporučík Ivan Strelnikov se spolu s obrněným transportérem BTR-60PB vydal zkontaktovat narušitele, avšak byla na ně zahájena palba a Strelnikov spolu s pěti muži zahynul. Zbylá skupina četaře Raboviče se bránila nepříteli, než dorazil desátník Jurij Babanskij s posilami. Proti čínskému nepříteli to však nestačilo, a proto se pohraničníci stáhli v obrněném transportéru na svou stranu řeky.
Do bojů se poté zapojilo 20 mužů nadporučíka Bubenina s dalším obrněným transportérem. Bubenin vydal rozkaz k útoku, sám střílejíc z transportéru. Ten byl poškozen nepřátelskou dělostřelbou, Bubenin však přesedl na druhý transportér (zbylý po nadporučíkovi Strelnikovovi) a vyhnal nepřítele z ostrova.

## Následky
Sověti oblast posílili 135. motostřeleckou divizí. I Číňané rozšířili svoje řady v přípravě na nový útok. K němu došlo již 14. března.